# Gunilla af Halmstad
Kerstin Gunilla Ekroth, känd under artistnamnet Gunilla af Halmstad, född Andersson den 5 maj 1945 i Halmstad, är en svensk scenartist, som bland annat framträtt som stripteasedansös och ormtjusare. 
Tältvarietéer, folkparker, nattklubbar och teatrar har varit hennes arbetsplatser. Hon har arbetat och umgåtts med så skilda personligheter som Målle Lindberg, Vincent Senise-Bjurström, Bosse Högberg och Sten Broman och hade med den sistnämnde en närmare 20-årig relation.
År 2009 gav hon under namnet Gunilla Ekroth ut en memoarbok med titeln Ett annat liv i Sverige, där hon öppenhjärtigt berättar om sina med- och  motgångar, bland annat om den alkoholism som hon av egen kraft lyckades bemästra.